# 居能駅
居能駅（いのうえき）は、山口県宇部市居能町二丁目にある、西日本旅客鉄道（JR西日本）の駅である。
宇部線と小野田線が乗り入れ、宇部線を所属線としている。小野田線の線路名称上での正式な起点駅でもあるが、運転系統上は隣の宇部新川駅を始発終着としている。

## 歴史
- 1929年（昭和4年）5月16日：宇部電気鉄道が沖ノ山旧鉱駅（後の宇部港駅） - 居能停留場 - 雀田停留場 - 新沖山駅間で開業した際に、居能停留場として設置[2]。
- 1938年（昭和13年）11月6日：現在地に移転[2]。居能駅に昇格[2]。
- 1941年（昭和16年）12月1日：宇部電気鉄道が宇部鉄道に合併[4]。
- 1943年（昭和18年）5月1日：宇部鉄道が国有化され[5][2]、宇部西線の駅となる[6]。
- 1945年（昭和20年）6月20日：宇部西線貨物支線 居能駅 - 岩鼻駅間（現在の宇部線の一部にあたる）が開業[6]。
- 1948年（昭和23年）2月1日：宇部西線が小野田線に改称され[6]、当駅も小野田線所属となる。
- 1952年（昭和27年）4月20日：宇部駅（現・宇部新川駅） - 居能駅間の連絡線が開業[3]。小野田線貨物支線であった居能駅 - 岩鼻駅間が宇部線に編入、宇部線が当駅経由のルートに切り替えられ[6]、当駅も宇部線所属駅となる。また、小野田線の宇部港駅 - 居能駅間は旅客営業が全廃され、貨物支線として宇部線に編入[6]。小野田線の起点は当駅となる。
- 1987年（昭和62年）4月1日：国鉄分割民営化により西日本旅客鉄道・日本貨物鉄道の駅となる[3]。この際、居能 - 宇部港間の宇部線貨物支線は日本貨物鉄道が第一種鉄道事業者とする直営路線となる。
- 1992年（平成4年）11月：みどりの窓口営業開始[7]。
- 1998年（平成8年）4月1日：ジェイアール西日本広島メンテック（現：JR西日本広島メンテック）による業務委託駅となる。
- 1999年（平成11年）
  - （時期不明）：貨物列車の設定廃止。
  - 6月：みどりの窓口営業終了[8]。
  - 7月1日：宇部線貨物支線 居能 - 宇部港間が事実上休止。
- 2002年（平成14年）4月1日：無人化。
- 2006年（平成18年）5月1日：宇部線貨物支線 居能 - 宇部港間が廃止。
- 2014年（平成26年）4月1日：日本貨物鉄道の駅が廃止され、貨物の取扱が終了[9]。

## 駅構造
単式ホーム側に駅舎があり、2つのホームは跨線橋で繋がっている。なお、駅舎から最も遠いホームから番号がふられており、単式ホームが4番線、島式ホームが3番線となっている。相対式2面2線である。
無人駅であるが、自動券売機が駅舎内に設置されている。

### のりば
| のりば | 路線                      | 方向 | 行先                 |
| ------ | ------------------------- | ---- | -------------------- |
| 3      | ■宇部線                   | 下り | 宇部方面             |
| 3      | ■小野田線                 | 下り | 雀田・長門本山方面   |
| 4      | ■宇部線 （■小野田線含む） | 上り | 宇部新川・新山口方面 |

付記事項
- 3番のりばの反対側にあった2番のりばは上下副本線であり、かつては小野田線方面の列車の発着に使われた時代もあったが、架線が撤去されたため電車の入線ができなくなり、小野田線方面の列車は宇部方面同様に3番線への発着となった。2番のりばの出発信号機（宇部線上下および小野田線方面）は現在、使われなくなり、横を向いている。（宇部新川方面のものは黒い袋がかぶせてある。）2番のりばや側線に連動する場内信号機も横を向いた。また、前述のように2番のりば側のホームも柵で封鎖された。
- 1番線は2番のりばの南側に、ホームのない線路として存在する。

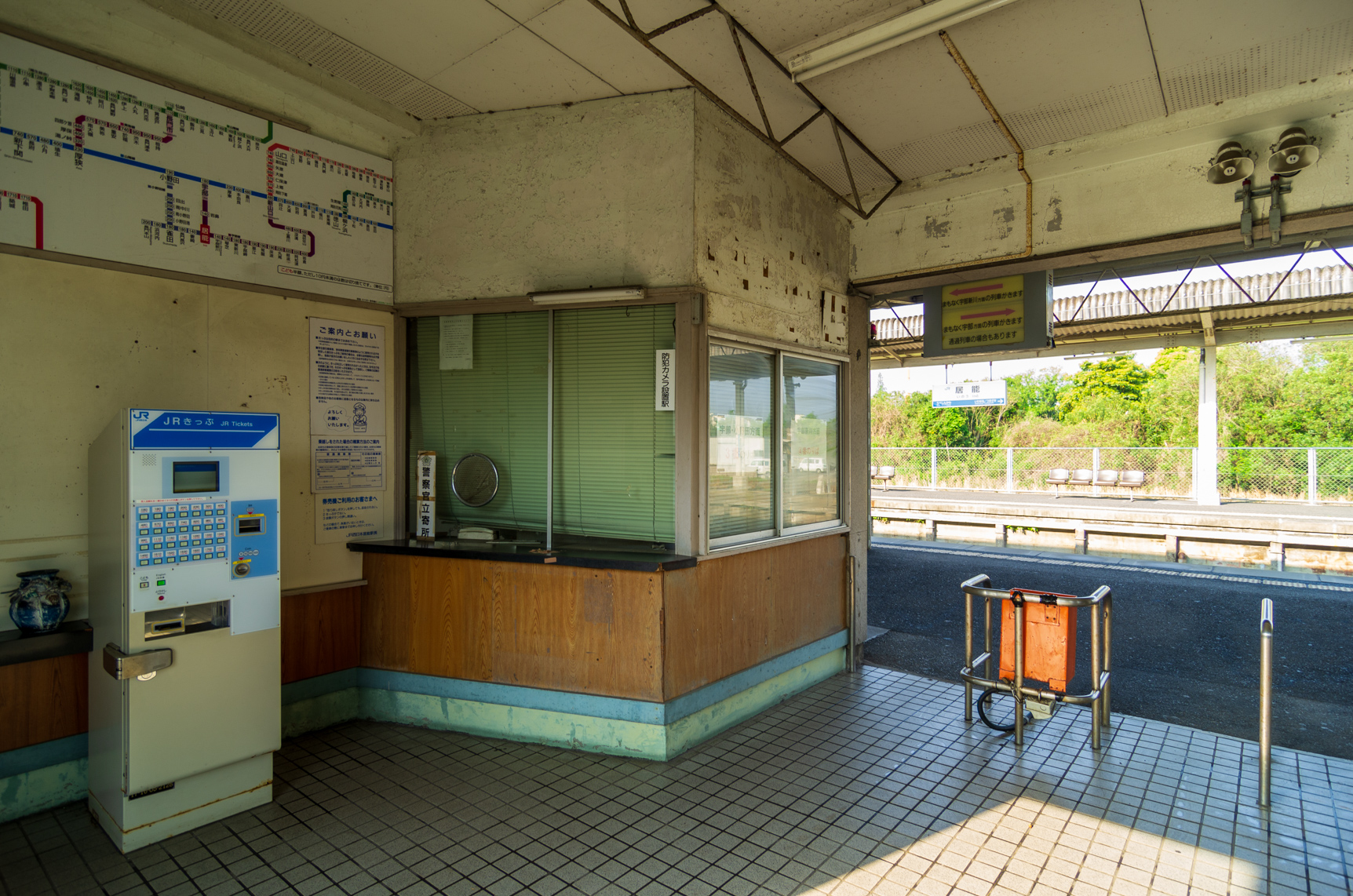
改札付近（2012年5月）
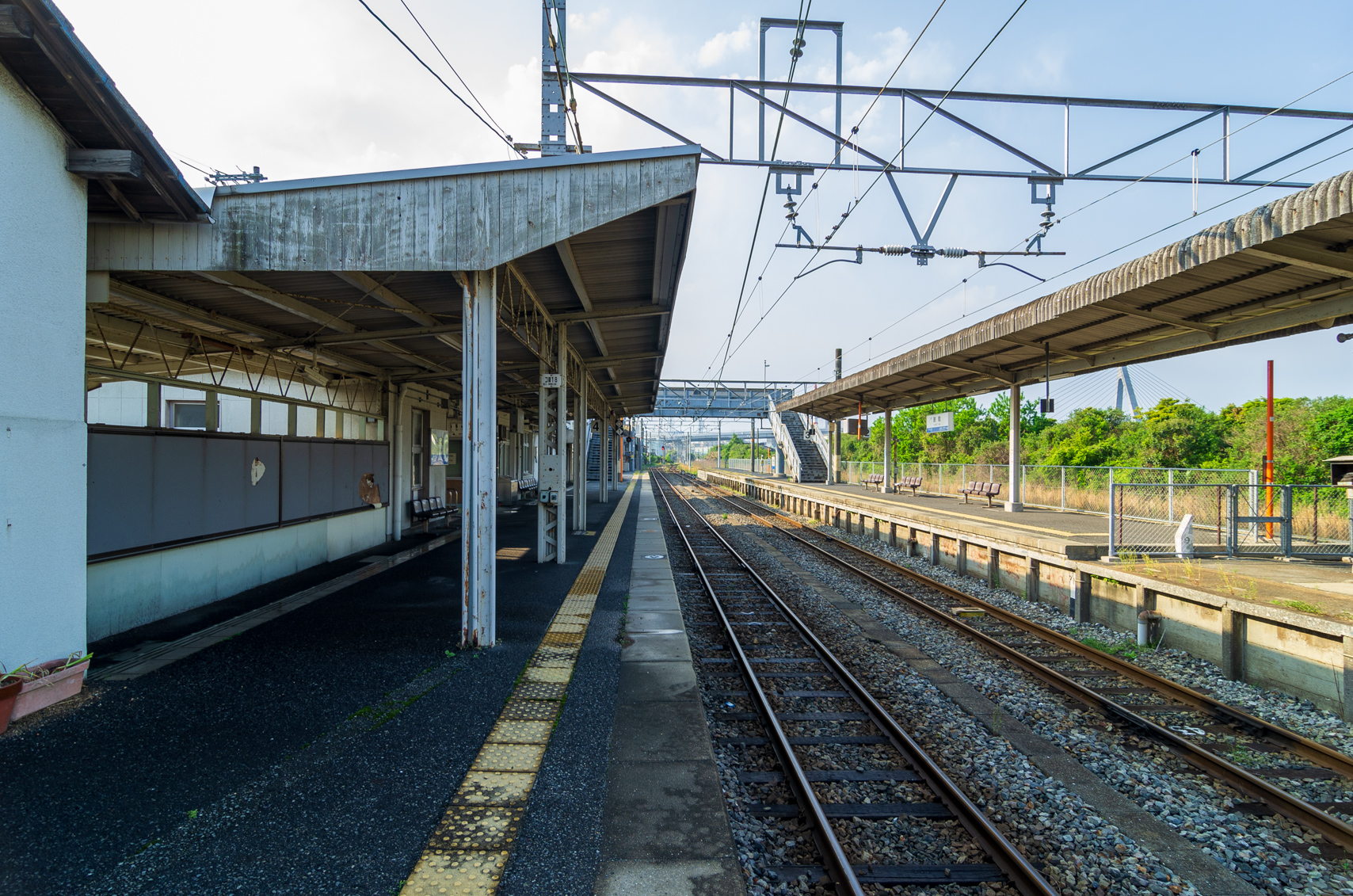
駅構内（2012年5月）

## 利用状況
1日の平均乗車人員は以下の通りである。
| 乗車人員推移 | 乗車人員推移 |
| 年度         | 1日平均人数  |
| ------------ | ------------ |
| 1999         | 529          |
| 2000         | 444          |
| 2001         | 388          |
| 2002         | 291          |
| 2003         | 291          |
| 2004         | 252          |
| 2005         | 231          |
| 2006         | 224          |
| 2007         | 244          |
| 2008         | 232          |
| 2009         | 207          |
| 2010         | 152          |
| 2011         | 171          |
| 2012         | 182          |
| 2013         | 176          |
| 2014         | 173          |
| 2015         | 165          |
| 2016         | 182          |
| 2017         | 186          |
| 2018         | 200          |
| 2019         | 186          |
| 2020         | 168          |
| 2021         | 183          |
| 2022         | 188          |

## 駅周辺
- 協和発酵キリン宇部工場
- 宇部市西部浄化センター
- 宇部市中央卸売市場
- 太陽家具百貨店本社
- 国道190号
- 山口銀行藤山支店
- 宇部居能郵便局

※1993年（平成5年）ごろまでは、駅前を通過する宇部市営バスの路線バスが存在した。

## 隣の駅
西日本旅客鉄道（JR西日本）
■宇部線
宇部新川駅 - 居能駅 - 岩鼻駅
■小野田線（宇部新川駅 - 当駅間は宇部線）
宇部新川駅 - 居能駅 - 妻崎駅

### かつて存在した路線
日本貨物鉄道（JR貨物）
宇部線貨物支線
宇部駅 - 宇部港駅
- 小野田線の一部としての旅客営業が廃止されるまでは、途中駅として西沖山駅があった。